# 赫山区
赫山区（かくざん-く）は中華人民共和国湖南省益陽市に位置する市轄区。

## 地理
東は湘陰県・長沙市望城区、南は寧郷市、西は桃江県、北は沅江市に接している。

### 広袤
北緯28°16'から28°53'、東経112°11'から112°43'で東西53km、南北67km、1280平方キロメートルである。

## 気候
亜熱帯で夏は南から風が吹き夏以外は北から風が吹く。
年較差が大きく日較差が小さい。年平均気温は16.9度で最も暑い7月の平均気温は29度であり、最も寒い1月の平均気温は4.5度で年平均無霜期は272日、日照時間1554時間、降水量は1433mmで4月～8月かけて多く降り、年降水量の6割ほど占める。

## 行政区画
- 街道：赫山街道、桃花侖街道、金銀山街道、会竜山街道、魚形山街道、竜光橋街道、朝陽街道
- 鎮：八字哨鎮、泉交河鎮、欧江岔鎮、滄水鋪鎮、岳家橋鎮、新市渡鎮、蘭渓鎮、衡竜橋鎮、泥江口鎮、謝林港鎮
- 郷：筆架山郷

## 観光・名勝地
- 単刀会遺跡（三国に造られた遺跡）
- 栖霞寺（宝泉寺ともいう。東晋373年に建てられた寺院）
- 白鹿寺（唐の憲宗の元和年間に建てられた寺院）
- 裴公亭（唐の名相裴休が建てたとされる）
- 斗魁塔（清の乾隆12年（1747年）に建てられた）